# گوران (روستا)
گوران (به بلغاری: Goran) یک منطقهٔ مسکونی در بلغارستان است که در شهرستان لووچ واقع شده‌است.